# Покровка (Называевский район)
Покровка — село в Называевском районе Омской области. Административный центр Покровского сельского поселения.

## История
Основано в 1896 г. В 1928 г. деревня Покровка состояла из 150 хозяйств, основное население — русские. Центр Покровского сельсовета Называевского района Омского округа Сибирского края. Также в селе установлены такие памятники как :
Памятник Ленину
Памятник Великой Отечественной Войны.
Само село имеет очень богатую историю. С момента когда И. Ф. Регида встал на пост главы поселения (на то время название деревни было: XXII Партсъезд имени Ленина) В селе проводились большие изменения,а именно постройка большого количества зданий относящиеся к колхозу.

## Население
| 1926 | 2002 | 2010 |
| ---- | ---- | ---- |
| 829  | ↘736 | ↘533 |